# North American O-47
El North American O-47 era un avió d'observació dissenyat per North American Aviation per a les Forces Aèries de l'Exèrcit dels Estats Units.

## Disseny i desenvolupament

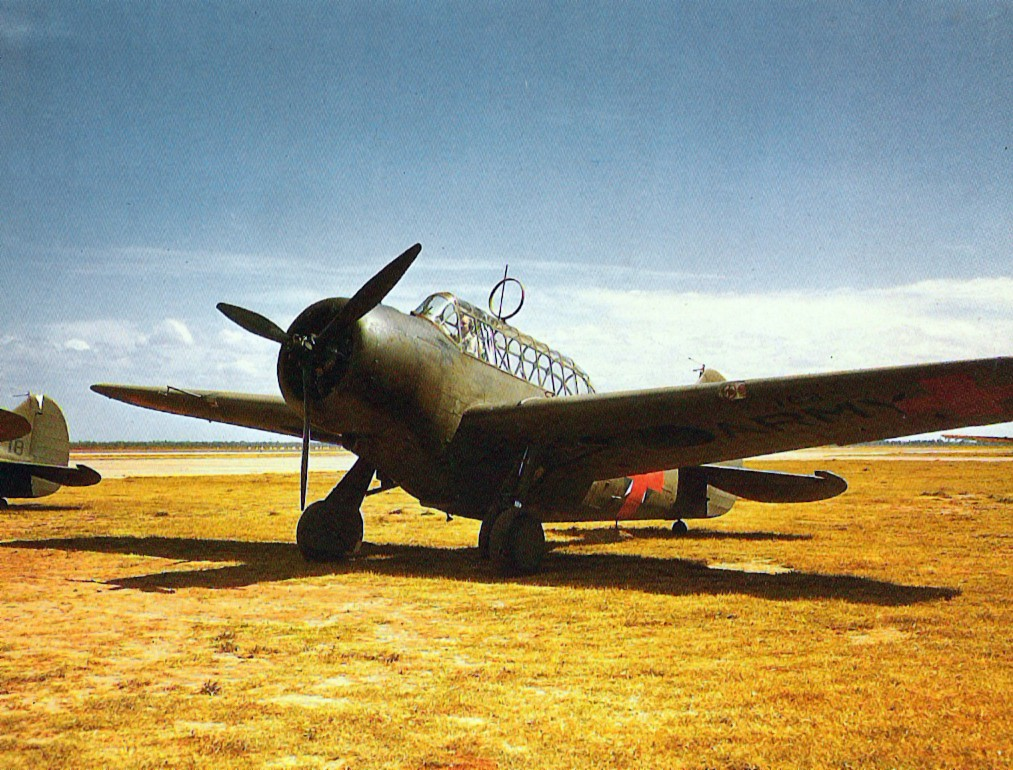
Un O-47B durant unes maniobres el 1941.

L'O-47 va ser desenvolupat per a substituir als biplans d'observació Thomas-Morse O-19 i Douglas O-38. Era un avió més gros que els dissenys anteriors i tenia una tripulació de tres disposat en tàndem en una cabina coberta. A causa de la posició baixa de les ales, que entorpia la visió, disposava de finestres a la part ventral per permetre l'observació i fotografia.
El disseny i fabricació del prototip XO-47 va ser realitzat el 1934 per General Aviation, subsidiària de North American Aviation, amb el codi de fàbrica GA-15.

## Història operativa
Les maniobres realitzades el 1941 van demostrar les limitacions de l'O-47. Avions lleugers d'ala alta com el Piper L-4 i Stinson L-5 van demostrar ser més efectius comunicant-se amb les tropes de terra. Per altra banda caces i bombarders lleugers eren millors plataformes de fotografia aèria per a missions de reconeixement. Quan els Estats Units van entrar a la Segona Guerra Mundial l'O-47 va quedar relegat a missions secundàries.

## Variants
XO-47Un sol prototip construït. Va ser fabricat a la fàbrica de North American a Dundalk, Maryland. Tenia el número de sèrie 36-145 i estava propulsat per un motor radial Wright R-1820-41 in 850 hp (634 kW).
O-47APrimera versió de producció amb un total de 164 avions construïts. Fabricats a Inglewood, California, i propulsats pel motor Wright R-1820-49.
O-47BSEgona i última variant de producció. 74 avions construïts amb petites millores i un motor més potent (R-1820-57).

## Operadors
Estats Units
- Forces Aèries de l'Exèrcit dels Estats Units

## Característiques tècniques (O-47A)
Dades de United States military aircraft since 1909:

### Característiques generals
- Tripulació: Tres (pilot, observador/operador de ràdio, artiller)
- Longitud: 10,24 m
- Envergadura alar: 14,10 m
- Alçada: 3,70 m
- Superfície alar: 32,5 m²
- Pes en buit: 2.713 kg
- Pes carregat: 3.464 kg
- Motor: 1 motor radial Wright R-1820-49 (727 kW)

### Prestacions de vol
- Velocitat màxima: 356 km/h (192 nusos)
- Velocitat de creuer: 322 km/h (170 nusos)
- Sostre de servei: 7.071 m (23.200 peus)
- Autonomia: 1.352 km (730 mn)
- Velocitat d'ascens: 7,5 m/s

### Armament
- Metralladores: 2 metralladores de calibre 7,62 (una a l'ala d'estribord amb 200 cartutxos i un en una muntura flexible per a l'artiller amb 600 cartutxos)